# 匍茎秋海棠
匍茎秋海棠（学名：Begonia repenticaulis）为秋海棠科秋海棠属的植物。分布于中国大陆的云南等地，目前尚未由人工引种栽培。